# إيدسون رودريغيز
إيدسون رودريغيز (13 مارس 1967 في البرازيل – )؛ هو لاعب كرة قدم سابق كان يلعب كمدافع.

## وصلات خارجية
- إيدسون رودريغيز على موقع رابطة كرة القدم اليابانية للمحترفين (اليابانية)
- إيدسون رودريغيز على موقع عالم كرة القدم.نت (الإنجليزية)